# Streuobst- und Weinberggebiete zwischen Geradstetten, Rudersberg und Waldhausen
Das Gebiet Streuobst- und Weinberggebiete zwischen Geradstetten, Rudersberg und Waldhausen ist ein 2007 eingerichtetes und mit Verordnung vom 5. Februar 2010 durch das Ministerium für Ernährung und Ländlichen Raum festgelegtes Europäisches Vogelschutzgebiet (Schutzgebietskennung DE-7123-441) im Ostalbkreis und Rems-Murr-Kreis in Baden-Württemberg in Deutschland.

## Lage
Die zehn, insgesamt rund 2.074 Hektar (ha) großen Teilgebiete des Schutzgebiets „Streuobst- und Weinberggebiete zwischen Geradstetten, Rudersberg und Waldhausen“ liegen im Osten der Metropolregion Stuttgart. Sie verteilen sich auf drei Städte und sechs Gemeinden in zwei Landkreisen:
- Ostalbkreis (46,8 ha)
  - Stadt Lorch (46,82 ha = 2,25 %)
- Rems-Murr-Kreis (2.026,8 ha)
  - Städte Schorndorf (925,51 ha = 44,63 %) und Welzheim (1,68 ha = 0,08 %)
  - Gemeinden Berglen (1,17 ha = 0,05 %), Plüderhausen (91,50 ha = 4,41 %), Remshalden (104,46 ha = 5,03 %), Rudersberg (466,60 ha = 22,50 %), Urbach (263,46 ha = 12,70 %) und Winterbach (172,39 ha = 8,31 %)

## Beschreibung
Beschrieben wird das Schutzgebiet „Streuobst- und Weinberggebiete zwischen Geradstetten, Rudersberg und Waldhausen“ als Gebiet mit „größtenteils nicht rebflurbereinigten Streuobstwiesen und Weinbergen, durchsetzt mit Hecken, Feldgehölzen, Äckern, Wiesen, Viehweiden, einige Wochenendgrundstücken mit Kleingärten, aufgelassenen Lehmgruben, Feuchtwiesen und Brachflächen“.

### Bedeutung
Das Vogelschutzgebiet „Streuobst- und Weinberggebiete zwischen Geradstetten, Rudersberg und Waldhausen“ ist ein bedeutendes Gebiet für streuobstbewohnende Arten wie den Wendehals, Mittelspecht, Halsbandschnäpper, Grauspecht und Neuntöter.

### Lebensraumklassen
|                                                                 |                                                                 |  |      |      |
| Nichtwaldgebiete mit hölzernen Pflanzen, Gestrüpp usw.          | Nichtwaldgebiete mit hölzernen Pflanzen, Gestrüpp usw.          |  | 68 % | 68 % |
| Laubwald                                                        | Laubwald                                                        |  | 1 %  | 1 %  |
| Mischwald                                                       | Mischwald                                                       |  | 14 % | 14 % |
| Nadelwald                                                       | Nadelwald                                                       |  | 1 %  | 1 %  |
| Trockengelegtes Grünland                                        | Trockengelegtes Grünland                                        |  | 9 %  | 9 %  |
| Anderes Ackerland                                               | Anderes Ackerland                                               |  | 6 %  | 6 %  |
| Sonstiges (Städte, Straßen, Deponien, Gruben, Industriegebiete) | Sonstiges (Städte, Straßen, Deponien, Gruben, Industriegebiete) |  | 1 %  | 1 %  |
|                                                                 |                                                                 |  |      |      |

## Schutzzweck
Die gebietsbezogenen Erhaltungsziele sind je nach Art unterschiedlich beschrieben:

### Brutvögel
Brutvogelarten, die im Anhang I der Vogelschutzrichtlinie aufgelistet und für die in ganz Europa besondere Maßnahmen anzuwenden sind. In diese Kategorie fallen in Baden-Württemberg insgesamt 39, im Schutzgebiet „Streuobst- und Weinberggebiete zwischen Geradstetten, Rudersberg und Waldhausen“ fünf Arten.

#### Grauspecht(Picus canus)

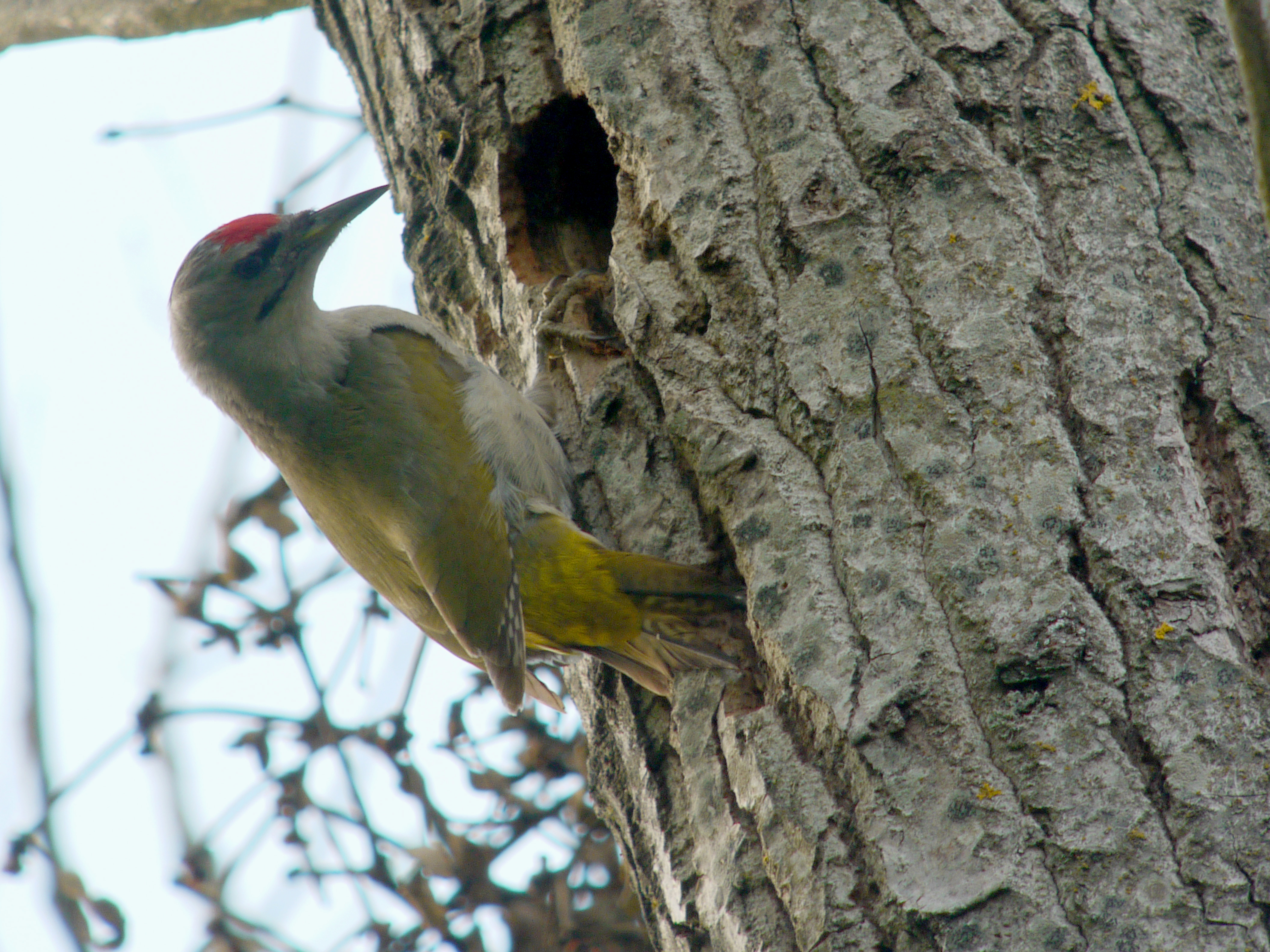
Grauspecht

Erhaltung von reich strukturierten lichten Laub- und Laubmischwäldern mit Offenflächen zur Nahrungsaufnahme, von Auenwäldern, von extensiv bewirtschafteten Streuobstwiesen, Erhaltung der Magerrasen, mageren Mähwiesen oder Viehweiden, Erhaltung von Randstreifen, Rainen, Böschungen und gesäumten gestuften Waldrändern, von Altbäumen und Altholzinseln, von Totholz, insbesondere von stehendem Totholz, Erhaltung der Bäume mit Großhöhlen sowie des Nahrungsangebots.

#### Halsbandschnäpper(Ficedula albicollis)
Erhaltung von extensiv bewirtschafteten Streuobstwiesen mit hohem Kernobstanteil, von lichten Laub- und Auenwäldern, von Altbäumen und Altholzinseln, von Bäumen mit Höhlen sowie die Erhaltung des Nahrungsangebots, insbesondere mit Insekten.

#### Mittelspecht(Dendrocopos medius)
Erhaltung von Laub- und Laubmischwäldern, insbesondere mit Eichenanteilen, von Auen- und Erlenwäldern, von extensiv bewirtschafteten Streuobstwiesen, von Altbäumen und Altholzinseln, von stehendem Totholz sowie Bäumen mit Höhlen.

#### Neuntöter(Lanius collurio)

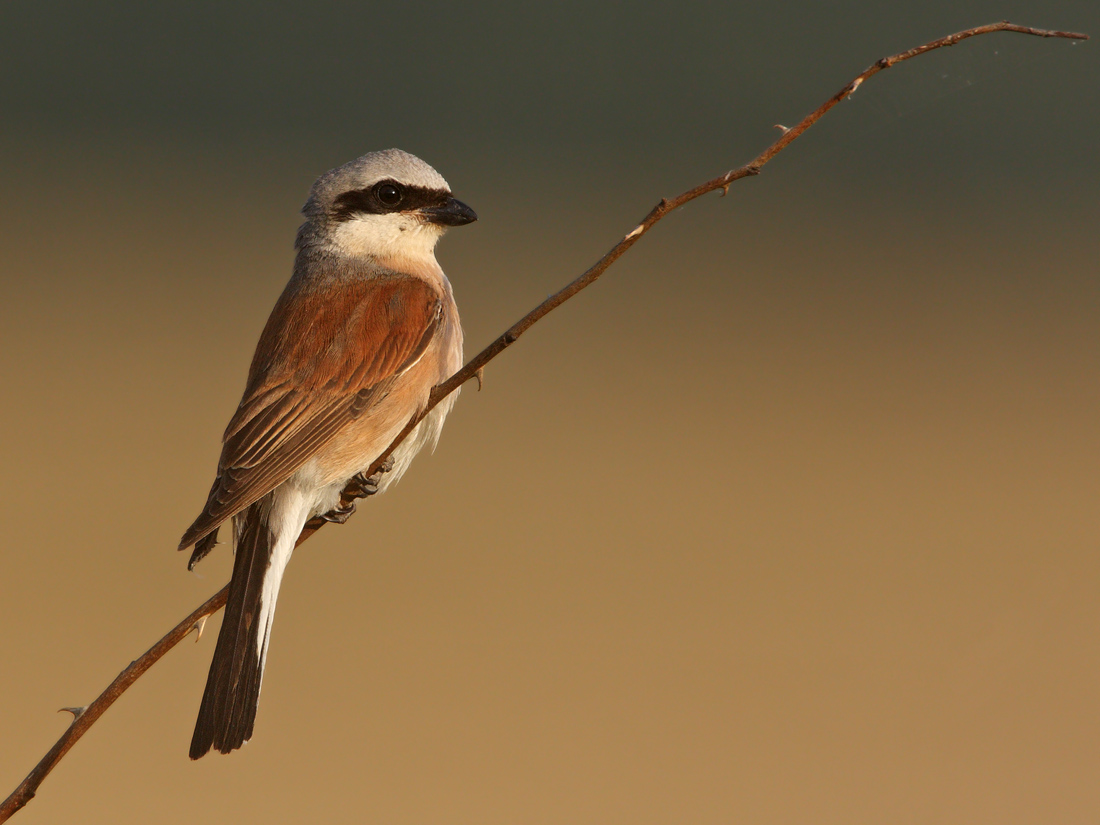
Neuntöter

Erhaltung von extensiv bewirtschafteten Streuobst-, Grünland- und Heidegebieten, von Nieder- und Mittelhecken aus standortheimischen Arten, insbesondere dorn- oder stachelbewehrte Gehölze, Erhaltung der Streuwiesen und offenen Moorränder, Erhaltung von Einzelbäumen und Büschen in der offenen Landschaft, von Feldrainen, Graswegen, Ruderal-, Staudenfluren und Brachen, Acker- und Wiesenrandstreifen, von Sekundärlebensräumen wie aufgelassene Abbaustätten mit vorgenannten Lebensstätten sowie Erhaltung des Nahrungsangebots, insbesondere mit größeren Insekten.

#### Schwarzspecht(Dryocopus martius)

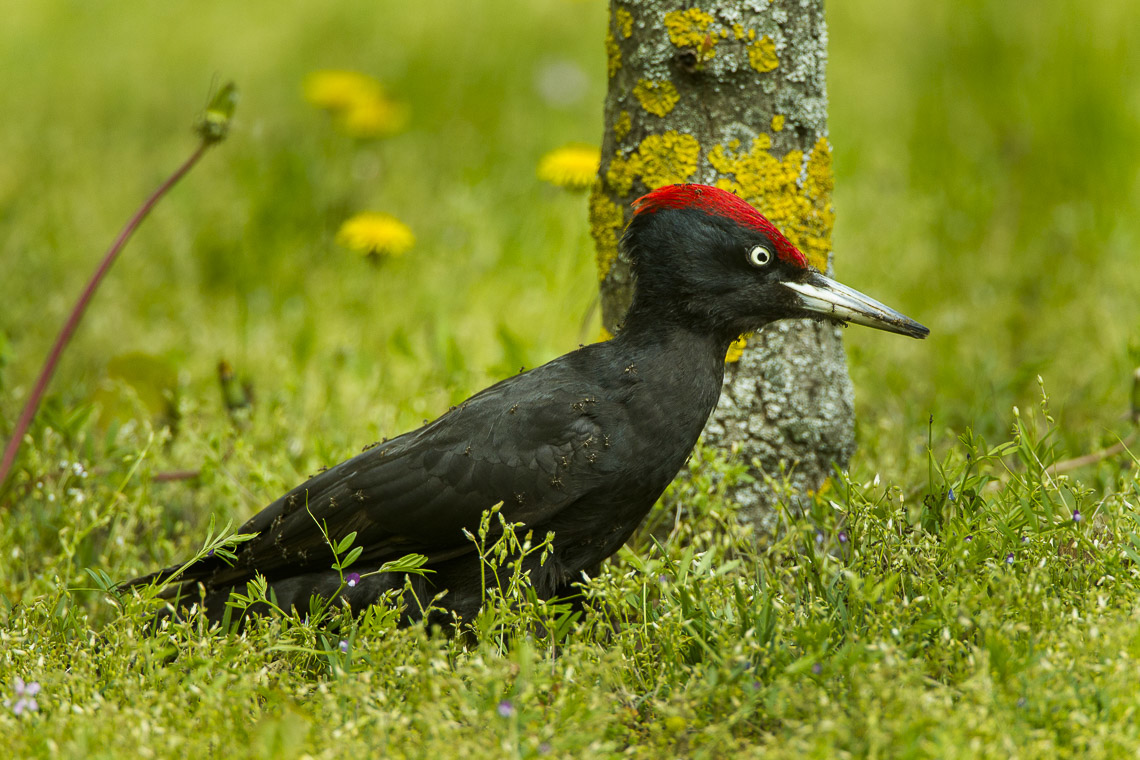
Schwarzspecht

Erhaltung von ausgedehnten Wäldern, Altbäumen und Altholzinseln, Totholz, Erhaltung der Bäume mit Großhöhlen sowie des Nahrungsangebots, insbesondere mit Ameisen.

### Zugvögel
Weitere, nicht in Anhang I aufgelistete Zugvogelarten, die im Land brüten und für die Schutzgebiete ausgewählt wurden. In diese Kategorie fallen in Baden-Württemberg insgesamt 36, im Schutzgebiet „Streuobst- und Weinberggebiete zwischen Geradstetten, Rudersberg und Waldhausen“ vier Arten.

#### Rotkopfwürger(Lanius senator)

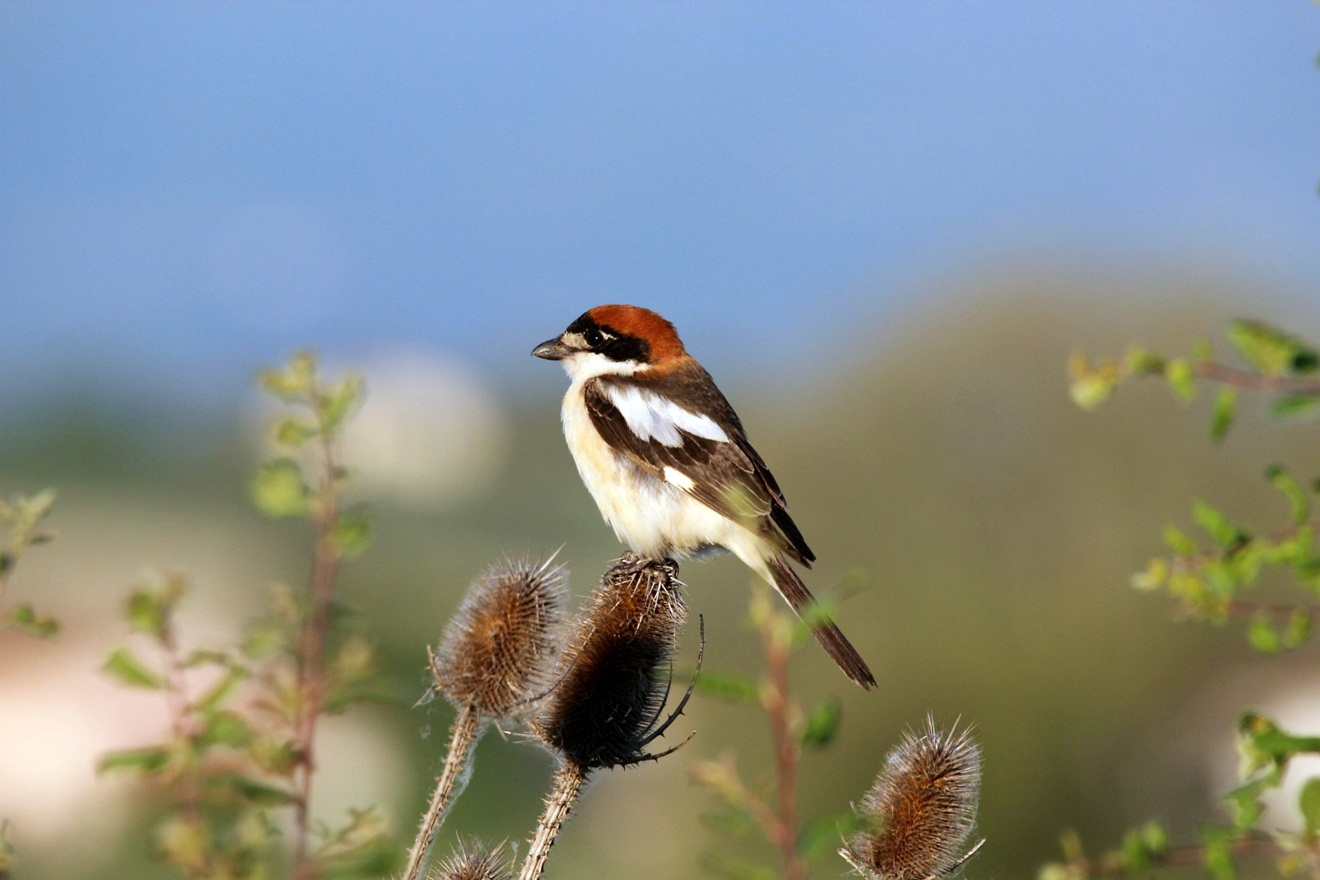
Rotkopfwürger

Erhaltung von extensiv bewirtschafteten Streuobstwiesen, insbesondere mit hohem Kernobstanteil, von Viehweiden, Hackfruchtfeldern, Gemüsegärten, unbefestigten Feldwegen, Wegrändern und in räumlich und zeitlichem Wechsel geschnittenen Wiesen im Anschluss an Streuobstwiesen, von magerem Grünland, von Totholz, Erhaltung des Nahrungsangebots, insbesondere mit Großinsekten sowie Erhaltung störungsfreier oder zumindest störungsarmer Fortpflanzungsstätten während der Fortpflanzungszeit 15. April bis zum 30. September.

#### Wasserralle(Rallus aquaticus)

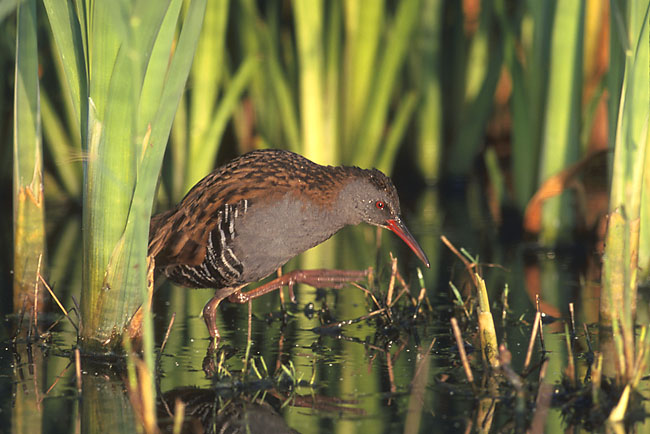
Wasserralle

Erhaltung der stehenden Gewässer mit Flachwasserzonen, der Fließgewässerabschnitte und Wassergräben mit deckungsreicher Ufervegetation, der Riede und Moore mit zumindest kleinen offenen Wasserflächen, der deckungsreichen Verlandungsbereiche mit flach überfluteten Röhrichten, Großseggenrieden und Ufergebüschen, der Lebensräume ohne Gefahrenquellen wie Freileitungen, Erhaltung von Sekundärlebensräumen wie aufgelassene Abbaustätten mit vorgenannten Lebensstätten sowie Erhaltung störungsfreier oder zumindest störungsarmer Fortpflanzungsstätten während der Fortpflanzungszeit (15. März bis 15. September).

#### Wendehals(Jynx torquilla)

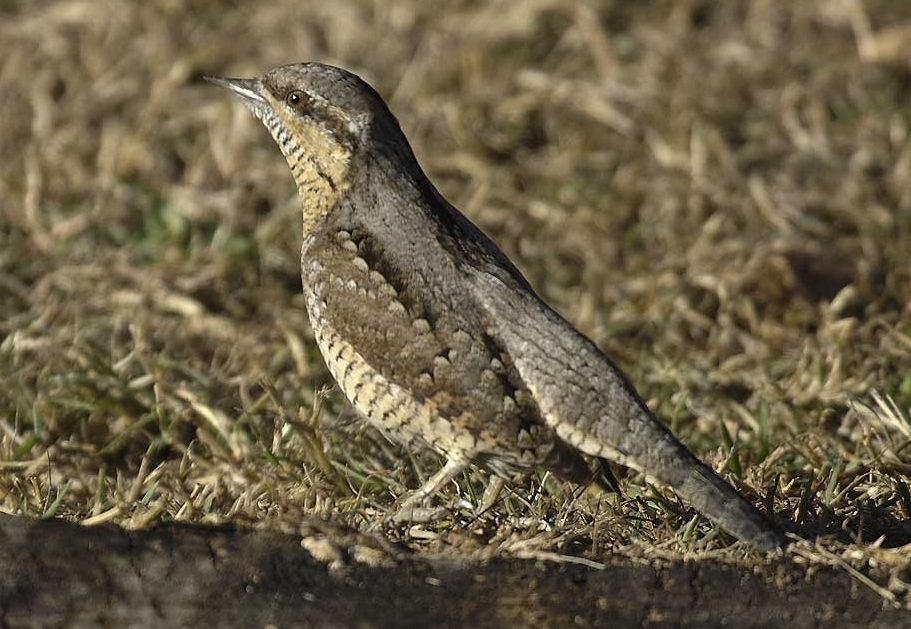
Wendehals

Erhaltung von aufgelockerten Laub-, Misch- und Kiefernwäldern auf trockenen Standorten sowie Auenwäldern mit Lichtungen oder am Rande von Offenland, Erhaltung von extensiv bewirtschafteten Streuobstbeständen, Magerrasen, Heiden und Steinriegel-Hecken-Gebieten, von mageren Mähwiesen oder Viehweiden sowie Feldgehölzen, Erhaltung von zeitlich differenzierten Nutzungen im Grünland, von Altbäumen und Altholzinseln, von Bäumen mit Höhlen, Erhaltung von Randstreifen, Rainen, Böschungen und gesäumten gestuften Waldrändern sowie Erhaltung des Nahrungsangebots, insbesondere mit Wiesenameisen.

#### Zwergtaucher(Tachybaptus ruficollis)

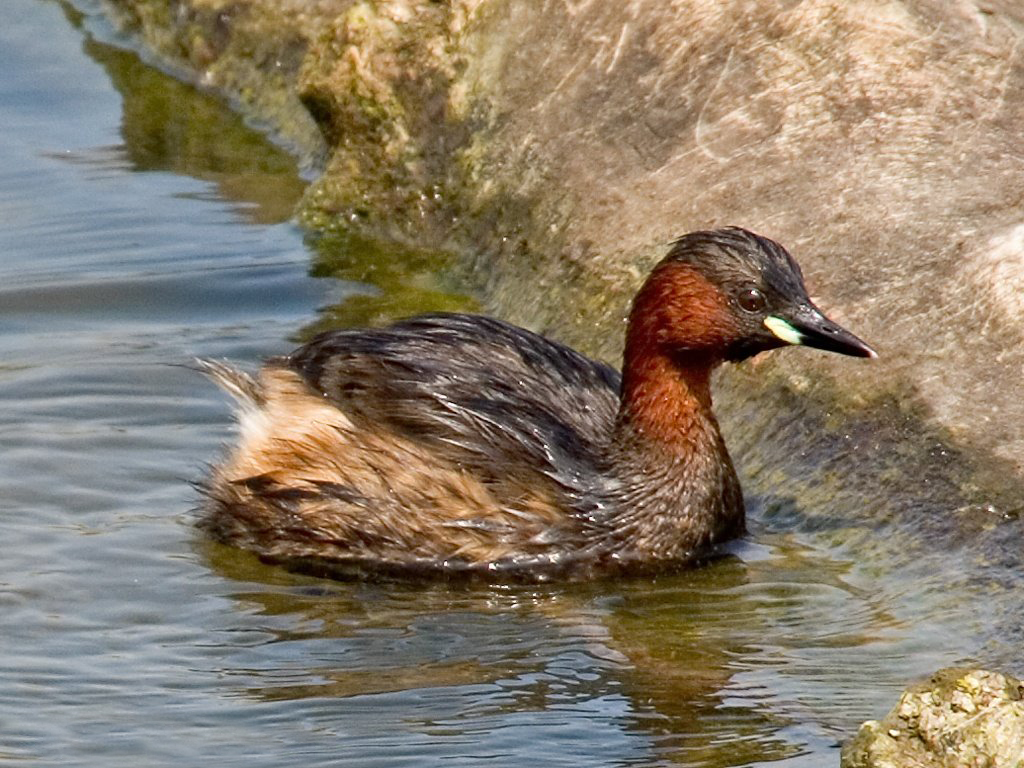
Zwergtaucher

Erhaltung der zumindest stellenweise deckungsreichen Stillgewässer, Feuchtwiesengräben, langsam fließenden Bäche und Wiesengräben, Verlandungszonen mit Röhrichten wie Schilf-, Rohrkolben-, Wasserschwaden- oder Rohrglanzgrasbestände, Erhaltung einer Wasserqualität, die gute Sichtbedingungen für den Beutefang gewährleistet, Erhaltung von Sekundärlebensräumen wie aufgelassene Torfstiche mit vorgenannten Lebensstätten sowie Erhaltung störungsfreier oder zumindest störungsarmer Fortpflanzungsstätten während der Fortpflanzungszeit (15. Februar bis 15. September).